# Alfa-linolensyra
Alfa-linolensyra (ALA) är en fettsyra. Ofta benämnd linolensyra. Den är för människor den ena av två essentiella fettsyror (den andra är linolsyra). Den är en omega-3-fettsyra och är ett förstadium till de fleromättade fettsyrorna i den familjen. Alfa-linolensyra återfinns i betydande mängder i växtolja.
Människans kropp kan omvandla alfa-linolensyra till eikosapentaensyra (EPA) och dokosahexaensyra (DHA), men förmågan är väldigt begränsad.

## Förekomst av linolensyra i några olika fetter (% av totala fettsyramängden)
Druvkärnolja 0,5%, jordnötsolja 0%, kakaosmör 0,5%, kokosolja 0%, linfröolja 58%, majsolja 1%, olivolja 1%, palmolja 0,5%, rapsolja 9%, safflorolja 0%, sojaolja 8%, solrosolja 0,5%, vallmoolja 1%, valnötsolja 14%, vetegroddolja 10%. 